# Fidanzamento

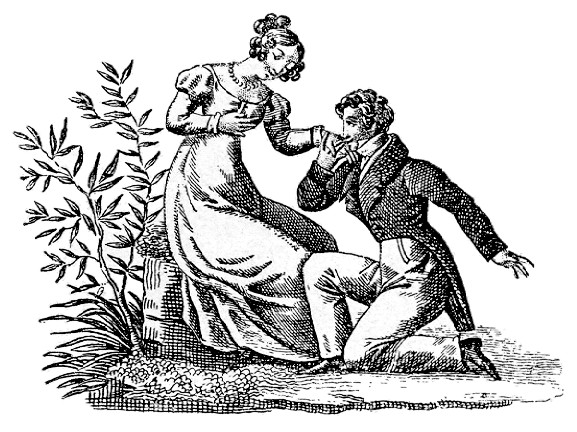
Immagine tipica di una proposta di matrimonio datata 1815.

Il fidanzamento (dal verbo latino “fidere”, aver fede, e pertanto fidarsi, confidare) è un accordo fra due persone che decidono di contrarre matrimonio.

## Tradizione

### Nel medioevo
Il fidanzamento era stipulato come "contratto", motivo per cui non rendeva possibile al fidanzato di decidere e conoscere una compagna in momenti intimi, ma erano le famiglie che prendevano iniziative per motivi economici e/o sociali. Per l'uomo il primo incontro con la fidanzata avveniva sempre con qualcuno della famiglia e il fidanzamento non durava molto tempo perché si passava quasi subito al matrimonio.

### Modernamente
Ad oggigiorno per le persone è possibile fidanzarsi liberamente, anche senza contrarre matrimonio, ed è libera anche la separazione.
Al fine di fidanzarsi, facoltativamente è necessario fare una proposta di matrimonio, un rituale dove una persona chiede a un'altra di sposarsi fra loro. In questa forma di rituale la persona offre un anello di fidanzamento come simbolo dell'avvenuta accettazione da parte di chi ha acconsentito; a seguito di ciò la coppia ha contratto il fidanzamento. Nella maggioranza dei riti è l'uomo che chiede la mano della donna. Esistono però, in alcuni paesi, tradizioni di eccezioni in casi particolari, come il 29 febbraio in Gran Bretagna e in Irlanda, giorno in cui è la donna che può proporre all'uomo di sposarsi. La regina del Regno Unito Vittoria propose il matrimonio al principe Alberto di Sassonia-Coburgo-Gotha. In altre culture si chiede al padre della sposa il permesso prima di proporre.

## Legislazione
Il fidanzamento, inteso comunemente come rapporto tra due persone privo di un vincolo giuridico, fatto salvo quanto previsto per la promessa di matrimonio dagli articoli 79, 80 e 81 del Codice civile italiano, non è disciplinato dalla legge italiana. Bisogna poi distinguerlo dai rapporti di convivenza more uxorio, in quanto il fidanzamento non è necessariamente correlato a un rapporto di convivenza.